# Nattåg

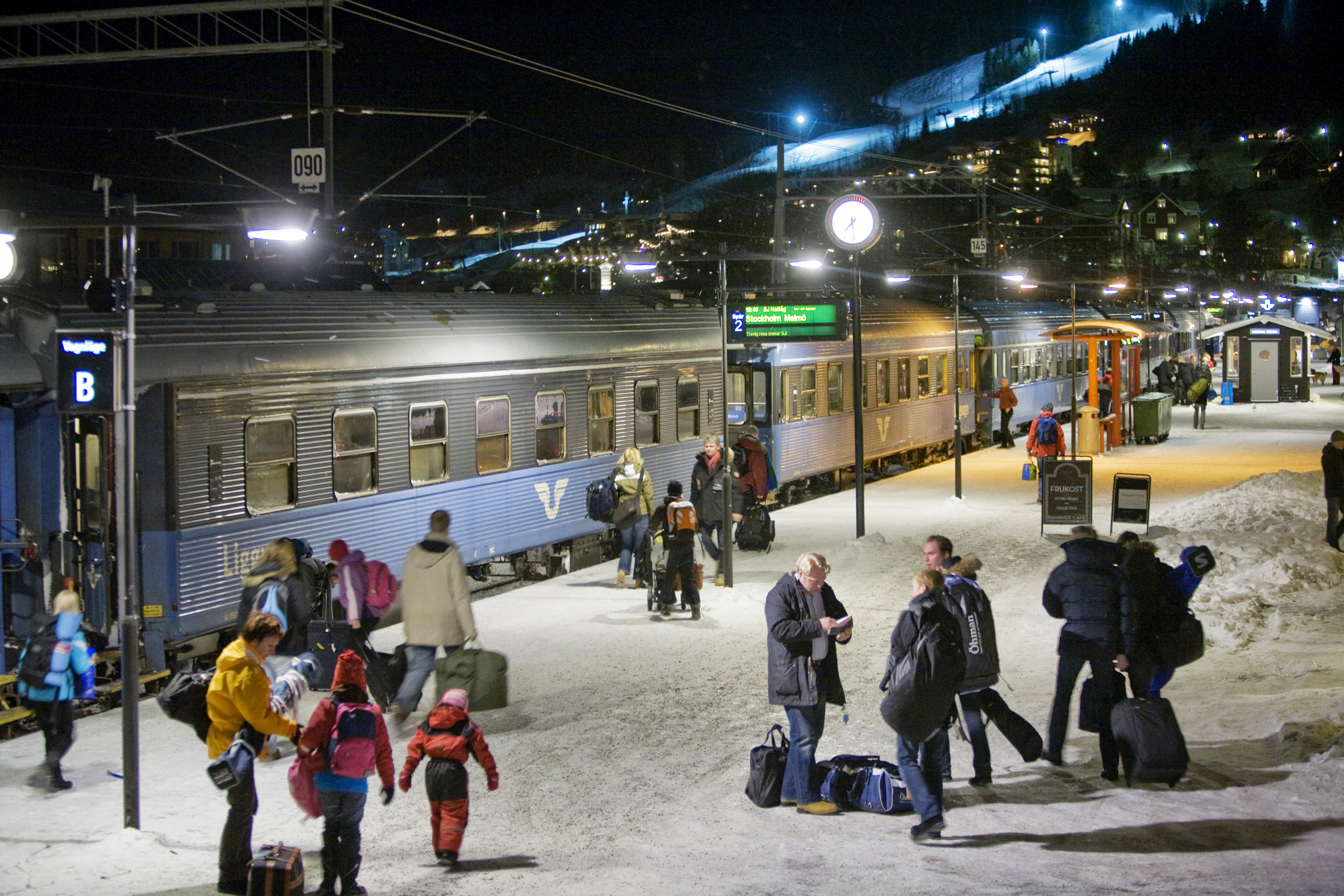
Ett nattåg mot Stockholm och Malmö står på stationen i Åre.

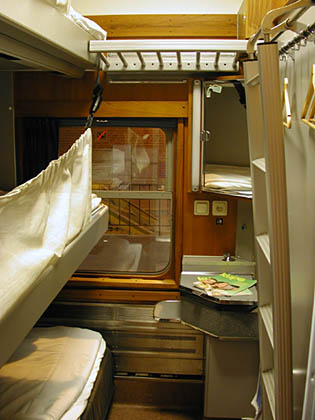
Kupé i sovvagn av äldre standardmodell.

Ett nattåg är ett persontåg som först och främst är i trafik om nätterna. Ett nattåg brukar ha sovvagnar och liggvagnar, men även sittvagnar kan förekomma som ett billigt alternativ i dessa tåg. Oftast brukar nattågen avgå under kvällen och ankomma till sitt slutliga mål på morgonen men på en del längre sträckor kan dessa tåg fortsätta under dagen också. Sov- och liggvagnarna används då som sittvagnar för de resande, men enbart de som har använt dessa vagnar på natten brukar då få åka i dessa under dagtid. Övriga passagerare hänvisas till sittvagnar. På längre sträckor finns ofta restaurangvagn på tågen.
På vissa långa sträckor (där det tar mer än ungefär 10 timmar) är alla tåg nattåg, till exempel till övre Norrland, eller de flesta fjärrlinjer i Ryssland. Särskilt i östra delen av Europa finns även så kallade kursvagnar, alltså sovvagnar som går mellan två avlägsna ställen och växlas om mellan olika tåg under resan. Det fanns till exempel sovvagnar Berlin–Novosibirsk, Berlin–Kazakstan och Amsterdam–Moskva. I Finland går nattåg från Helsingfors till Rovaniemi och under säsong även till Kolari. Innan det blev krig i Ukraina år 2022 gick det dagliga nattåg mellan Helsingfors och Moskva. Dessa drogs in i samband med de politiska konflikter som numera råder mellan Ryssland och stora delar av Europa.
Internationella nattåg lades i Europa ned i stor utsträckning under det första decenniet av 2000-talet. Den trenden bröts dock under slutet av 2010-talet då efterfrågan på internationella nattåg ökade.

## Sverige
I Sverige går nattåg från de sydligaste delarna till norra Norrland. Det går också nattåg från Stockholm till Berlin i Tyskland och Narvik i Norge.
I Sverige finns följande nattågslinjer (2022), i viss utsträckning sker trafiken med kursvagnar:
- Stockholm C–Malmö C (SJ Nattåg)
- Stockholm C--Malmö C (Snälltåget), endast säsongstrafik
- Stockholm C–Malmö C–Hamburg Hbf–Berlin Hbf (SJ Euronight)
- Stockholm C–Malmö C–Hamburg Hbf–Berlin Hbf (Snälltåget), endast säsongstrafik
- Stockholm C–Malmö C–Hamburg Hbf–Berlin Hbf–Dresden (Snälltåget), endast säsongstrafik
- Stockholm C–Malmö C–Hamburg Hbf–München (Snälltåget), endast säsongstrafik
- Stockholm C–Sundsvall C–Östersund C–Duved (SJ Nattåg)
- Stockholm C–Sundsvall C–Umeå C (SJ Nattåg)
- Stockholm C–Sundsvall C–Umeå C–Boden C–Luleå C (Vy Nattåg)
- Stockholm C–Sundsvall C–Umeå C–Boden C–Kiruna C–Narvik (Vy Nattåg)
- Göteborg C–Västerås C–Sundsvall C–Östersund C–Duved (SJ Nattåg)
- Göteborg C–Västerås C–Sundsvall C–Umeå C (SJ Nattåg)
- Malmö C–Stockholm C–Östersund C–Storlien (Snälltåget), endast säsongstrafik
- Malmö C–Stockholm C–Östersund C–Röjan (Snälltåget), endast säsongstrafik
- Malmö C–Salzburg Hbf (Snälltåget), endast säsongstrafik